# Ratpoison
Ratpoison je svobodný správce oken pro X Window System. Jeho hlavním vývojářem je Shawn Betts. Je inspirován textovým programem GNU Screen a jeho jméno (česky znamená jed na krysy) poukazuje na skutečnost, že je možné ho ovládat pouze klávesnicí, bez použití myši.

## Ovládání
Výchozí klávesové zkratky začínají kombinací Ctrl+T. Např. spuštění emulátoru terminálu je Ctrl+T c, zobrazení seznamu klávesových zkratek je Ctrl+T ?, spuštění shellového příkazu je Ctrl+T !, spuštění Ratpoison příkazu (např. quit pro ukončení sezení) je Ctrl+T :.